# Getenesh Urge
Getenesh Urge (amharisch ጌጤነሽ ኡርጌ; * 30. August 1970) ist eine ehemalige äthiopische Langstrecken- und Crossläuferin.
1988 nahm sie an den Weltmeisterschaften der Junioren in Greater Sudbury am 3000-Meter-Lauf teil, schied aber bereits im Vorlauf als Achte mit 9:48:20 min aus.
1991 gewann sie bei den Afrikaspielen eine Bronzemedaille im 1500-Meter-Lauf mit 4:12:38 min.
Bei den Weltmeisterschaften 1993 in Stuttgart schied sie im 3000-Meter-Vorlauf mit 9:16:24 min aus. 1999 lief sie bei den Weltmeisterschaften in Sevilla die 5000 Meter. Mit 15:29,60 min belegte sie den 13. Platz. Jeweils eine Bronzemedaillen gewann sie bei den (Afrikameisterschaften 1988 und 1993) im 1500-Meter-Lauf. Hinzu kam eine Bronzemedaille im 3000-Meter-Lauf bei den Afrikameisterschaften 1992 auf Mauritius.
1996 wurde sie Weltmeisterin in der Marathonstaffel bei den IAAF World Road Relay Championships in Kopenhagen in 2:16:04 h.
Außerdem gewann sie fünf Silbermedaillen (1990, 1994, 1996, 1998 und 2000) und eine Bronzemedaille (1992) in der Teamwertung bei den Crosslauf-Weltmeisterschaften.

## Persönliche Bestzeiten
- 1500 m: 4:10,75 min, 27. Juni 2000, Luzern
- 5000 m: 15:22,44 min, 17. Juni 2000, Mailand
- 10.000 m: 32:44,82 min, 1. April 2000, Lissabon
- Halbmarathon: 1:12:04 h, 26. März 2000, Ivry-sur-Seine